# Iglesia de San Millán (Larrea)
La iglesia de San Millán es un templo católico situado en el concejo de Larrea, en la provincia de Álava en el País vasco, en España.  Conserva casi completa la traza románica del primitivo templo que fue ampliado a su lado derecho, mirando al altar mayor, el conocido como lado de la epístola, por una nueva construcción en el siglo XVI. El templo románico es ejemplo de como debieron ser las iglesia alavesas en aquella época.
La iglesia de San Millán cuenta con la protección referente al  Patrimonio Histórico Español  protegido por la Ley 16/1985, de 25 de junio de 1985  y está considerada como "Zona de Presunción Arqueológica" tanto su interior cómo una área correspondiente a  15 metros alrededor de sus muros, a partir de sus bordes más exteriores.

## Descripción
La parte más antigua es una construcción de planta rectangular, con un ensanchamiento hacia el centro de la nave en el lado del evangelio, con cabecera recta. Al otro lado de la nave, al lado de la epístola, se levanta la ampliación realizada en el siglo XVI que invade el baptisterio clasicista que imposibilita saber si originalmente también en este costado se ensanchaba la nave. La cubierta del espacio románico está realizada en bóveda de cañón separada en los tramos por arcos  de refuerzo de la bóveda de medio punto que van sobre modillones de doble curva. La cubierta descansa en canecillos lisos que se aprecian en todo el muro de la parte norte. En la cabecera se aprecian restos de un ventanal ya cegado y en el lado de poniente una saetera.
El edificio del siglo XVI cuenta con dos óculos moldurados y almenas. El pórtico, construido a finales del siglo XVIII consta de tres arcos que dan paso a la portada adintelada levantada también en el siglo XVIII lo mismo que la torre.
En el interior destaca el retablo mayor que se reaizó en el siglo XVII y las capillas de ambos lados del mismo del siglo XVI que pertenecieron a la familia de los López de Lazárraga la del lado de la epístola y a la de Pérez de Lazárraga la del lado del evangelio.
La batisferio esta centrado en una pila bautismal renacentista del siglo XVI que consta de una taza con estrías acanaladas y pie de balaustre.

## Historia
Se menciona como iglesia parroquial del lugar en el décimo volumen del Diccionario geográfico-estadístico-histórico de España y sus posesiones de Ultramar de Pascual Madoz, donde aparece descrita con las siguientes palabras: «igl. parr. (San Millan), servida por dos beneficiados, uno de ellos de cura y ambos de presentacion del cabildo». En el tomo de la Geografía general del País Vasco-Navarro dedicado a Álava y escrito por Vicente Vera y López, se dice lo siguiente: «Su parroquia, que es de categoría rural de primera clase, está dedicada á San Millán y pertenece al arciprestazgo de Salvatierra».